# Anasimus fugax
Anasimus fugax är en kräftdjursart som beskrevs av Alphonse Milne-Edwards 1880. Anasimus fugax ingår i släktet Anasimus och familjen Inachoididae. Inga underarter finns listade i Catalogue of Life.